# Unbreakable World Tour

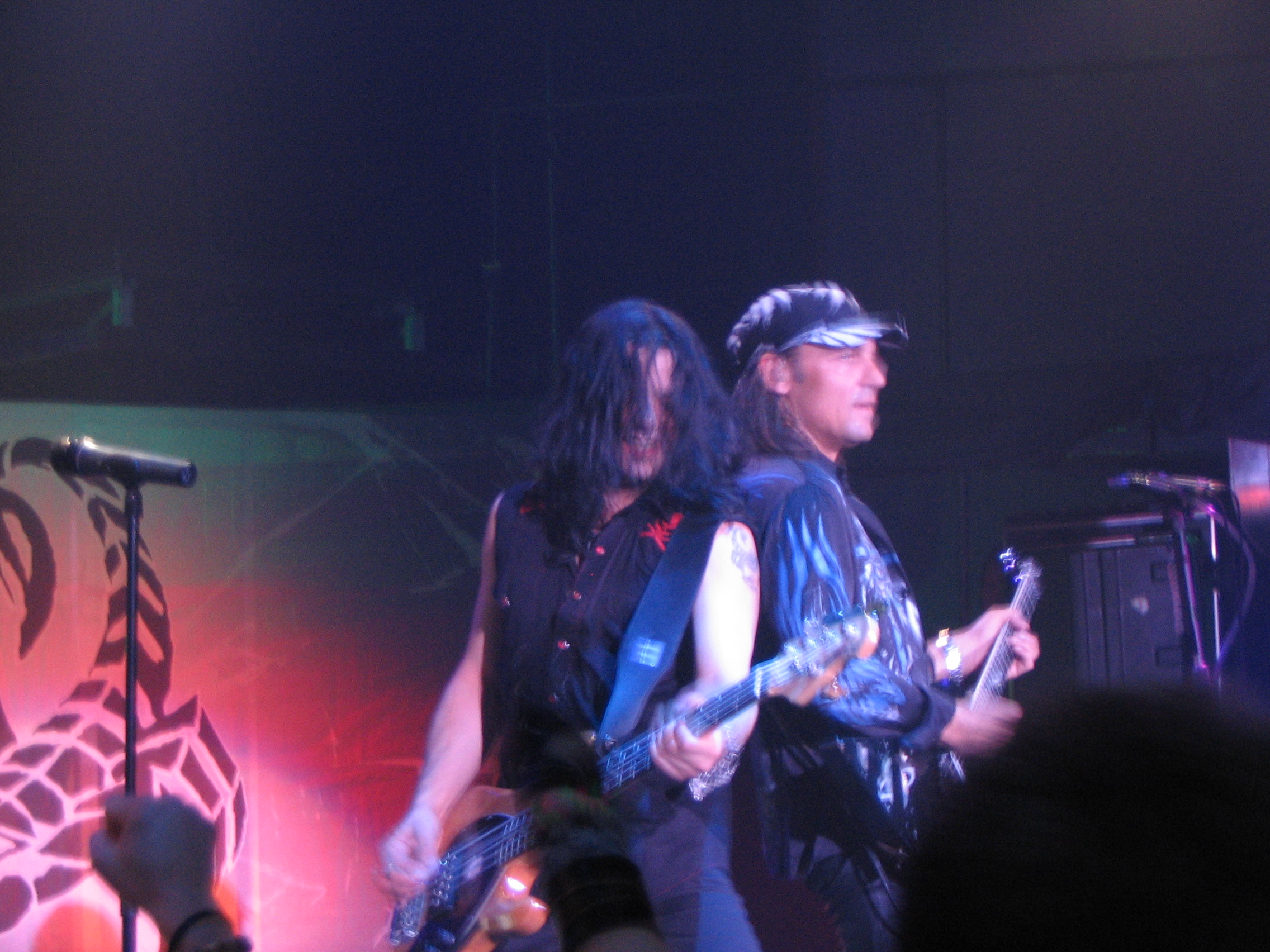
Pawel Maciwoda y Matthias Jabs en vivo en Plymouth, en 2005.

Unbreakable World Tour es la décima novena gira de conciertos a nivel mundial de la banda alemana de hard rock y heavy metal Scorpions, para promocionar el álbum Unbreakable de 2004. Comenzó el 17 de abril de 2004 en el recinto Preussag Arena de Hannover en Alemania y culminó el 9 de septiembre de 2006 en el Polo Rock Festival de Düsseldorf, también en Alemania. Cabe señalar que es la primera gira con el bajista polaco Pawel Maciwoda, que ingresó en 2004 en reemplazo del alemán Ralph Rieckermann. Gracias a esta gira tocaron por primera vez en Israel, Chipre, Irlanda del Norte, Catar, Emiratos Árabes Unidos, Egipto, Mongolia y en la dependencia francesa de Nueva Caledonia.

## Antecedentes
La gira se inició el 17 de abril de 2004 en Hannover, Alemania, siendo el primer concierto del bajista Pawel Maciwoda, que ingresó a principios del mismo año en reemplazo de Ralph Rieckermann. Dicho evento dio inicio a su primera visita por Europa, que en total sumó 24 fechas en 13 países hasta el 4 de septiembre. De estas presentaciones destacó su participación en el Miljoona Rock de Tuuri, siendo la primera banda en ser líder de cartel del festival finlandés, inaugurado precisamente en 2004. El 10 de septiembre dieron inicio a su única visita por Asia con una presentación en Tailandia y Malasia, tres en Indonesia y cinco en Japón. Por su parte, el 1 y 2 de octubre se presentaron por primera vez en la dependencia francesa de Nueva Caledonia y el 6 del mismo mes hicieron su debut en Emiratos Árabes Unidos. Luego de presentarse en Rumania y República Checa, el 21 de octubre comenzaron su primera parte por Norteamérica, que contó con 32 fechas solo en los Estados Unidos, en donde fueron teloneados por Tesla y en ocasiones fueron acompañados por Keith Emerson y UFO. Las últimas presentaciones de 2004 se celebraron en México y Puerto Rico, el 7 y 10 de diciembre respectivamente.
El 16 de marzo de 2005 dieron paso a sus únicas presentaciones por el Reino Unido, como artista invitado de los británicos Judas Priest. Esta sección contó con 8 conciertos en Inglaterra, uno en Escocia y otro en Irlanda del Norte, que se convirtió en su show debut en este último país. Luego le siguieron siete fechas más por cinco países europeos y el 7 de julio se presentaron en el Estadio de Bloomfield de Tel Aviv, siendo su primer concierto en Israel. El 30 y 31 de julio dieron sus únicos shows de 2005 en los Estados Unidos; uno en Phoenix y otro en Costa Mesa. Tras ello continuaron cinco conciertos más por Europa, de los cuales destacaron su concierto sinfónico en Kazán, Rusia, y su presentación en la ciudad francesa de Colmar, ya que por primera vez desde 1978 la banda volvió a tocar con Uli Jon Roth. En octubre se trasladaron a Latinoamérica donde contaron con tres fechas en México y tres más en Brasil, y al mes siguiente se presentaron por primera vez en Catar y Egipto, con su show acústico en ambos países.
El 31 de marzo de 2006 fueron parte del show benéfico de la fundación británica Teenage Cancer Trust, que se llevó a cabo en el Royal Albert Hall de Londres y donde también tocaron Judas Priest, Ian Gillan y Boned. El 19 de mayo dieron paso a su antepenúltima visita a Europa, de cuyas presentaciones destacaron su participación en el festival Monsters of Rock realizado en Zaragoza y el concierto en el Estadio S.M. Kirov de San Petersburgo, donde también se presentaron los artistas The Rasmus, The Cardigans, Kosheen, Darren Hayes y Zemfira. Entre el 30 de junio y 8 de julio dieron sus últimas fechas por Norteamérica, con cuatro shows en los Estados Unidos, y su primer y único concierto de la gira en Canadá, en el marco del festival de verano de Quebec. 
Del 13 de julio al 29 del mismo mes, realizaron siete conciertos por seis países europeos, cuya parte estuvo marcada por el show hecho en Moscú. Esta presentación se realizó en el recinto Vassilyevskiy Spusk, donde además tocaron Lordi, Ken Hensley, The Pussycat Dolls y Craig David, y cuya entrada era liberada. Debido a ello, el recinto fue llenado en demasía y los espacios destinados a los equipos de sonido fueron colmados. Por ello, los artistas se vieron obligados a acortar su repertorio e incluso Lordi y Ken Hensley tuvieron que realizar playback, mientras que Scorpions tuvo que hacer un show acústico de tan solo nueve canciones. Por su parte, el 31 de julio debutaron en Mongolia, en la Plaza Sükhbaatar de Ulán Bator. Las últimas presentaciones se realizaron en Europa, siendo su último show en el festival Polo Rock de Düsseldorf en Alemania.

## Grabaciones
Durante la gira varios conciertos fueron grabados, pero solo dos fueron lanzados oficialmente en formato DVD. El primero fue Unbreakable World Tour - One Night in Vienna, que se puso a la venta en 2005 y que se registró en el festival Donauinselfest de Viena en Austria el 25 de junio de 2004. Además, incluyó como pista adicional un video de «Remember the Good Times» grabado en el recinto Circus Krone de Múnich el 9 de mayo de 2004. En 2008 se publicó el segundo DVD Live At Wacken Open Air 2006, que fue grabado el 3 de agosto de 2006 en el festival alemán Wacken Open Air y contó con Uli Jon Roth, Herman Rarebell, Michael Schenker y su hijo Tyson como artistas invitados.

## Lista de canciones
Para esta gira la banda se enfocó en promocionar su álbum con creces y para ello, tocaron ocho de las trece canciones de Unbreakable a lo largo de toda la gira. Durante las fechas de 2004 y 2005 mantuvieron el mismo listado de canciones, aunque en ciertas presentaciones incluyeron o excluyeron temas dependiendo de la ocasión. Un ejemplo de ello, fue en su primer concierto realizado en Israel, celebrado el 7 de julio de 2005, donde tocaron exclusivamente para ellos las canciones «Keep the World Safe» y «Jerusalem of Gold» junto a la cantante israelí Liel Kolet. Por su parte, en algunas presentaciones fueron contratados para interpretar para su concierto sinfónico, cuyo listado fue el mismo de Moment of Glory y su concierto acústico, el mismo de Acoustica.
Durante sus shows de 2006, modificaron el listado de canciones donde solo se mantuvieron «Love'em Or Leave'em» y «Deep and Dark» del álbum Unbreakable. Adicional a ello, en ciertas fechas se incluyeron temas de sus producciones de los setenta, similar al interpretado en el festival Wacken Open Air. A continuación el setlist interpretado en Nicosia (Chipre) en 2004 y en Jæren (Noruega) en 2006.
1. «New Generation»
2. «Love'em Or Leave'em»
3. «Bad Boys Running Wild»
4. «We'll Burn the Sky»
5. «The Zoo»
6. «Deep and Dark»
7. «Coast to Coast»
8. «Always Somewhere»
9. «Holiday»
10. «You and I»
11. «Through My Eyes»
12. «Remember the Good Times»
13. «Tease Me Please Me»
14. «Kottak Attack»
15. «Blackout»
16. «Blood Too Hot»
17. «Six String Sting»
18. «Big City Nights»
19. «Still Loving You»
20. «Wind of Change»
21. «Rock You Like a Hurricane»
22. «When the Smoke is Going Down»

1. «Coming Home»
2. «Bad Boys Running Wild»
3. «Love'em Or Leave'em»
4. «The Zoo»
5. «Lovedrive»
6. «Loving You Sunday Morning»
7. «Holiday»
8. «Wind of Change»
9. «Deep and Dark»
10. «Tease Me Please Me»
11. «Coast to Coast»
12. «Don't Believe Her»
13. «Kottak Attack»
14. «Blackout»
15. «Another Piece of Meat»
16. «Big City Nights»
17. «Still Loving You»
18. «Rock You Like a Hurricane»
19. «When the Smoke is Going Down»

## Fechas

### Fechas de 2004
| Fecha            | País                   | Ciudad           | Recinto/Festival                   | Notas                                     |
| Europa           | Europa                 | Europa           | Europa                             | Europa                                    |
| ---------------- | ---------------------- | ---------------- | ---------------------------------- | ----------------------------------------- |
| 17 de abril      | Alemania               | Hannover         | Preussag Arena                     |                                           |
| 28 de abril      | Ucrania                | Odesa            | Odesa Sports Palace                |                                           |
| 30 de abril      | Ucrania                | Kiev             | Palacio de los deportes de Kiev    |                                           |
| 9 de mayo        | Alemania               | Múnich           | Circus Krone                       |                                           |
| 22 de mayo       | Alemania               | Ingolstadt       | Saturn Arena                       |                                           |
| 28 de mayo       | Chipre                 | Nicosia          | Estadio GSP                        |                                           |
| 30 de mayo       | Grecia                 | Atenas           | Anfiteatro Licabeto                |                                           |
| 31 de mayo       | Grecia                 | Salónica         | PAOK Sports Arena                  |                                           |
| 4 de junio       | Alemania               | Halberstadt      | Domplatz                           |                                           |
| 10 de junio      | Suecia                 | Sölvesborg       | Sweden Rock Festival               |                                           |
| 11 de junio      | Países Bajos           | Lichtenvoorde    | Arrow Rock Festival                |                                           |
| 25 de junio      | Austria                | Viena            | Donauinselfest                     |                                           |
| 2 de julio       | Suiza                  | Zúrich           | Spirit of Music Festival           |                                           |
| 3 de julio       | Noruega                | Oslo             | Skanevik Bluefestival              |                                           |
| 10 de julio      | Alemania               | Maguncia         | SWR3 Open Air Festival             |                                           |
| 20 de julio      | España                 | San Sebastián    | Velódromo de Anoeta                |                                           |
| 21 de julio      | España                 | Barcelona        | Razzmatazz                         |                                           |
| 24 de julio      | España                 | Atarfe (Granada) | Campo de fútbol municipal          | teloneados por Twisted Sister             |
| 30 de julio      | Bélgica                | Tienen           | Suikerrock                         |                                           |
| 1 de agosto      | Portugal               | Cantanhede       | Expofaic                           |                                           |
| 29 de agosto     | Portugal               | Crato            | Festival do Crato                  |                                           |
| 2 de septiembre  | Suecia                 | Estocolmo        | Annexet                            | teloneados por Evergrey                   |
| 3 de septiembre  | Finlandia              | Tuuri            | Miljoona Rock                      |                                           |
| 4 de septiembre  | Finlandia              | Helsinki         | Helsinki Ice Hall                  |                                           |
| Asia y Oceanía   |                        |                  |                                    |                                           |
| 10 de septiembre | Tailandia              | Bangkok          | Impact Arena                       |                                           |
| 12 de septiembre | Malasia                | Kuala Lumpur     | Estadio Merdeka                    |                                           |
| 14 de septiembre | Indonesia              | Yakarta          | Senayan Idoor Stadium              |                                           |
| 16 de septiembre | Indonesia              | Medan            | Sky Convention Hall                |                                           |
| 18 de septiembre | Indonesia              | Bali             | Garuda Wisnu Kencana               |                                           |
| 20 de septiembre | Japón                  | Tokio            | Sala Pública de Shibuya            |                                           |
| 22 de septiembre | Japón                  | Nagoya           | Aichi Kinro Kaikan                 |                                           |
| 23 de septiembre | Japón                  | Osaka            | Zepp Osaka                         |                                           |
| 24 de septiembre | Japón                  | Fukuoka          | Citizen Hall                       |                                           |
| 26 de septiembre | Japón                  | Tokio            | Sala Pública de Shibuya            |                                           |
| 1 de octubre     | Nueva Caledonia        | Numea            | Jean-Marie Tjibaou Cultural Centre |                                           |
| 2 de octubre     | Nueva Caledonia        | Numea            | Jean-Marie Tjibaou Cultural Centre |                                           |
| Oriente Próximo  |                        |                  |                                    |                                           |
| 6 de octubre     | Emiratos Árabes Unidos | Dubái            | Country Club                       |                                           |
| Europa II        |                        |                  |                                    |                                           |
| 8 de octubre     | Rumania                | Bucarest         | Sala Polivalentă                   |                                           |
| 10 de octubre    | República Checa        | Brno             | Hala Rondo                         |                                           |
| Norteamérica     |                        |                  |                                    |                                           |
| 21 de octubre    | Estados Unidos         | Everett          | Everett Events Center              | teloneados por Tesla                      |
| 23 de octubre    | Estados Unidos         | Portland         | Veterans Memorial Coliseum         | teloneados por Tesla y Keith Emerson      |
| 24 de octubre    | Estados Unidos         | Boise            | Bank of America Center             | teloneados por Tesla                      |
| 26 de octubre    | Estados Unidos         | West Valley City | E Center                           | teloneados por Tesla y Keith Emerson      |
| 27 de octubre    | Estados Unidos         | Denver           | Magness Arena                      | teloneados por Tesla                      |
| 29 de octubre    | Estados Unidos         | Rosemont         | Allstate Arena                     | teloneados por Tesla                      |
| 30 de octubre    | Estados Unidos         | Detroit          | Cobo Hall                          | teloneados por Tesla y Keith Emerson      |
| 31 de octubre    | Estados Unidos         | Grand Rapids     | Van Andel Arena                    | teloneados por Tesla y Keith Emerson      |
| 3 de noviembre   | Estados Unidos         | Cedar Rapids     | Five Seasons Center                | teloneados por Tesla                      |
| 4 de noviembre   | Estados Unidos         | Saint Paul       | Xcel Energy Center                 | teloneados por Tesla                      |
| 6 de noviembre   | Estados Unidos         | Green Bay        | Brown County Arena                 | teloneados por Tesla                      |
| 7 de noviembre   | Estados Unidos         | San Luis         | Scottrade Center                   | teloneados por Tesla                      |
| 9 de noviembre   | Estados Unidos         | Grand Prairie    | Nokia Live at Grand Prairie        | teloneados por Tesla                      |
| 10 de noviembre  | Estados Unidos         | Houston          | Reliant Arena                      | teloneados por Tesla                      |
| 12 de noviembre  | Estados Unidos         | Austin           | Frank Erwin Center                 | teloneados por Tesla, Keith Emerson y UFO |
| 13 de noviembre  | Estados Unidos         | San Antonio      | SBC Center                         | teloneados por Tesla y UFO                |
| 14 de noviembre  | Estados Unidos         | Hidalgo          | Dodge Arena                        | teloneados por Tesla                      |
| 16 de noviembre  | Estados Unidos         | El Paso          | Don Haskins Center                 | teloneados por Tesla                      |
| 17 de noviembre  | Estados Unidos         | Albuquerque      | Albuquerque Convention Center      | teloneados por Tesla                      |
| 19 de noviembre  | Estados Unidos         | Phoenix          | Cricket Pavilion                   | teloneados por Tesla                      |
| 20 de noviembre  | Estados Unidos         | Las Vegas        | Alladin Theatre                    | teloneados por Tesla                      |
| 21 de noviembre  | Estados Unidos         | Tucson           | Pima County Fairgrounds            | teloneados por Tesla                      |
| 23 de noviembre  | Estados Unidos         | San Diego        | Cox Arena                          | teloneados por Tesla                      |
| 24 de noviembre  | Estados Unidos         | Fresno           | Save Mart Center                   | teloneados por Tesla                      |
| 26 de noviembre  | Estados Unidos         | Los Ángeles      | Anfiteatro Gibson                  | teloneados por Tesla y Cage               |
| 27 de noviembre  | Estados Unidos         | Los Ángeles      | Anfiteatro Gibson                  | teloneados por Tesla y Cage               |
| 28 de noviembre  | Estados Unidos         | Los Ángeles      | Anfiteatro Gibson                  | teloneados por Tesla y Cage               |
| 30 de noviembre  | Estados Unidos         | Bakersfield      | Bakersfield Centennial Garden      | teloneados por Tesla                      |
| 1 de diciembre   | Estados Unidos         | Sacramento       | ARCO Arena                         | teloneados por Tesla                      |
| 3 de diciembre   | Estados Unidos         | San José         | HP Pavilion at San Jose            | teloneados por Tesla                      |
| 4 de diciembre   | Estados Unidos         | San Francisco    | Bill Graham Civic Auditorium       | teloneados por Tesla                      |
| 5 de diciembre   | Estados Unidos         | Reno             | Lawlor Events Center               | teloneados por Tesla                      |
| Latinoamérica    |                        |                  |                                    |                                           |
| 7 de diciembre   | México                 | Ciudad de México | Auditorio Nacional                 |                                           |
| 10 de diciembre  | Puerto Rico            | San Juan         | Coliseo de Puerto Rico             |                                           |

### Fechas de 2005
| Fecha               | País              | Ciudad                | Recinto/Festival             | Notas                        |
| Europa III          | Europa III        | Europa III            | Europa III                   | Europa III                   |
| ------------------- | ----------------- | --------------------- | ---------------------------- | ---------------------------- |
| 16 de marzo         | Inglaterra        | Londres               | Hammersmith Apollo           | abriendo para Judas Priest   |
| 17 de marzo         | Inglaterra        | Londres               | Hammersmith Apollo           | abriendo para Judas Priest   |
| 19 de marzo         | Inglaterra        | Birmingham            | NEC Arena                    | abriendo para Judas Priest   |
| 21 de marzo         | Inglaterra        | Mánchester            | Carling Apollo Manchester    | abriendo para Judas Priest   |
| 22 de marzo         | Inglaterra        | Mánchester            | Carling Apollo Manchester    | abriendo para Judas Priest   |
| 24 de marzo         | Irlanda del Norte | Belfast               | Odyssey Arena                | abriendo para Judas Priest   |
| 26 de marzo         | Escocia           | Glasgow               | SECC Arena                   | abriendo para Judas Priest   |
| 27 de marzo         | Inglaterra        | Newcastle upon Tyne   | Metro Radio Arena            | abriendo para Judas Priest   |
| 28 de marzo         | Inglaterra        | Sheffield             | Sheffield Arena              | abriendo para Judas Priest   |
| 31 de marzo         | Inglaterra        | Plymouth              | Plymouth Pavilions           | abriendo para Judas Priest   |
| 2 de abril          | Países Bajos      | Bolduque              | Brabenthallenl               | abriendo para Judas Priest   |
| 21 de mayo          | Bélgica           | Roeselare             | Schwung Festival             |                              |
| 28 de mayo          | Dinamarca         | Jelling               | Jelling Festival             |                              |
| 3 de junio          | Alemania          | Friburgo de Brisgovia | Messehalle                   | teloneados por Krokus        |
| 4 de junio          | Alemania          | Krefeld               | König Palast                 | teloneados por Gambler       |
| 2 de julio          | Francia           | Bobital               | Festival des Terre-Neuvas    |                              |
| 5 de julio          | Francia           | París                 | Olympia de París             | teloneados por Manigance     |
| Oriente Próximo II  |                   |                       |                              |                              |
| 7 de julio          | Israel            | Tel Aviv              | Estadio de Bloomfield        |                              |
| Europa IV           |                   |                       |                              |                              |
| 12 de julio         | España            | Estepona              | Plaza de toros               |                              |
| 13 de julio         | España            | Talavera de la Reina  | El Prado                     |                              |
| 16 de julio         | Finlandia         | Vaasa                 | Rockperry Festival           |                              |
| 18 de julio         | Grecia            | Atenas                | Estadio Georgios Karaiskakis |                              |
| 20 de julio         | Grecia            | Salónica              | Earth Theatre                |                              |
| 28 de julio         | Francia           | Tolón                 | Les Voix du Gaou Festival    |                              |
| Norteamérica II     |                   |                       |                              |                              |
| 30 de julio         | Estados Unidos    | Phoenix               | Dodge Theatre                | teloneados por Armored Saint |
| 31 de julio         | Estados Unidos    | Costa Mesa            | Pacific Amphitheatre         | teloneados por UFO           |
| Europa V            |                   |                       |                              |                              |
| 29 de agosto        | Rusia             | Kazán                 | TatNeft Arena                | concierto sinfónico          |
| 3 de septiembre     | Polonia           | Sopot                 | Sopot Festival               |                              |
| 6 de septiembre     | Bulgaria          | Kavarna               | Kavarna Stadium              |                              |
| 10 de septiembre    | Francia           | Colmar                | Parc des Expositions         | con Uli Jon Roth             |
| 7 de octubre        | Alemania          | Wolfratshausen        | Automeile                    |                              |
| Latinoamérica II    |                   |                       |                              |                              |
| 12 de octubre       | Brasil            | Sao Paulo             | Festival Live N' Louder      |                              |
| 14 de octubre       | Brasil            | Vitória               | Praca do Papa                |                              |
| 15 de octubre       | Brasil            | Porto Alegre          | Gigantinho                   |                              |
| 19 de octubre       | México            | Ciudad de México      | Auditorio Nacional           |                              |
| 20 de octubre       | México            | Guadalajara           | Plaza de toros               |                              |
| 22 de octubre       | México            | Chihuahua             | Estadio Monumental Chihuahua |                              |
| Oriente Próximo III |                   |                       |                              |                              |
| 10 de noviembre     | Catar             | Doha                  | Intercontinental Qatar       | concierto acústico           |
| África              |                   |                       |                              |                              |
| 17 de noviembre     | Egipto            | El Cairo              | Necrópolis de Guiza          | concierto acústico           |

### Fechas de 2006
| Fecha            | País            | Ciudad          | Recinto/Festival              | Notas                                                     |
| Europa VI        | Europa VI       | Europa VI       | Europa VI                     | Europa VI                                                 |
| ---------------- | --------------- | --------------- | ----------------------------- | --------------------------------------------------------- |
| 19 de mayo       | Francia         | Amnéville       | Galaxie Amnéville             |                                                           |
| 27 de mayo       | Alemania        | Dachau          | Ludwigthomawiese              | concierto acústico                                        |
| 7 de junio       | Alemania        | Hannover        | Waterlooplatz                 | teloneados por Fury in the Slaughterhouse y Juliano Rossi |
| 13 de junio      | Rusia           | San Petersburgo | Estadio S.M. Kirov            |                                                           |
| 18 de junio      | España          | Zaragoza        | Monsters of Rock              |                                                           |
| 23 de junio      | Bulgaria        | Stara Zagora    | Beroe Stadium                 |                                                           |
| Norteamérica III |                 |                 |                               |                                                           |
| 30 de junio      | Estados Unidos  | Costa Mesa      | Pacific Amphitheatre          | teloneados por Dokken                                     |
| 1 de julio       | Estados Unidos  | Las Vegas       | Hard Rock Hotel & Casino      |                                                           |
| 2 de julio       | Estados Unidos  | Kelseyville     | Konocti Harbor Amphitheater   |                                                           |
| 3 de julio       | Estados Unidos  | Salinas         | Complejo deportivo de Salinas |                                                           |
| 8 de julio       | Canadá          | Quebec          | Festival d'été de Québec      |                                                           |
| Europa VII       |                 |                 |                               |                                                           |
| 13 de julio      | Rusia           | Moscú           | Vassilyevskiy Spusk           |                                                           |
| 15 de julio      | España          | Torrelavega     | Mercado Nacional de Ganados   |                                                           |
| 19 de julio      | Grecia          | Atenas          | Estadio Georgios Karaiskakis  | teloneados por Whitesnake y Godiva                        |
| 21 de julio      | Grecia          | Salónica        | Kaftanzoglio Arena            | teloneados por Whitesnake y Godiva                        |
| 23 de julio      | Chipre          | Limasol         | Estadio Tsirion               |                                                           |
| 28 de julio      | República Checa | Malá Skála      | Benátská Noc Festival         |                                                           |
| 29 de julio      | Alemania        | Dresde          | Filmnächte am Elbufer         |                                                           |
| Asia II          |                 |                 |                               |                                                           |
| 31 de julio      | Mongolia        | Ulán Bator      | Plaza Sükhbaatar              |                                                           |
| Europa VIII      |                 |                 |                               |                                                           |
| 3 de agosto      | Alemania        | Wacken          | Wacken Open Air               |                                                           |
| 19 de agosto     | Noruega         | Jæren           | Bryne Stadion                 |                                                           |
| 26 de agosto     | Alemania        | Berlín          | Washingtonplatz               | concierto sinfónico                                       |
| 6 de septiembre  | España          | León            | Auditorio Ciudad              |                                                           |
| 9 de septiembre  | Alemania        | Düsseldorf      | Polo Rock Festival            |                                                           |

## Músicos
- Klaus Meine: voz
- Rudolf Schenker: guitarra rítmica
- Matthias Jabs: guitarra líder, talk box
- Pawel Maciwoda: bajo
- James Kottak: batería